# Severo Moto Nsá
Severo Matías Moto Nsá, né le 6 novembre 1943, connu sous le nom de Severo Moto, est l'opposant politique le plus influent de Guinée équatoriale et le chef du Parti du progrès de Guinée équatoriale. Il vit en Espagne où il a établi un gouvernement en exil, au grand dam du président Teodoro Obiang Nguema.

## Biographie
Né à Acock, dans la région continentale, Moto suit une formation de prêtre catholique. Sous la présidence de Francisco Macías Nguema, il est opérateur radio et rédacteur en chef d'un journal dans les années 1970, mais il est finalement assigné à résidence et n'est libéré qu'après le renversement de Macías en 1979. Obiang confie initialement à Moto une série de postes importants : il a représenté la Guinée équatoriale au sommet du Mouvement des non-alignés à La Havane en septembre 1979, il est nommé directeur technique au ministère de l'Information et du Tourisme en 1980, et il est promu au poste de ministre de l'Information et du Tourisme en 1981. Cependant, Moto et le président Obiang se brouillent peu après, apparemment en raison d'un désaccord sur la politique à suivre et de la préférence de Moto pour des réformes permettant une plus grande ouverture, il fuit donc la Guinée équatoriale en décembre 1981 et s'installe en Espagne, où il reste actif comme chef de l'opposition en exil.
De retour au pays en tant que leader de l'opposition, Moto est emprisonné à la prison de Black Beach, à Malabo, mais il est libéré plus tard et autorisé à repartir en exil. Il affirme avoir remporté plusieurs élections en Guinée équatoriale. Il aurait entretenu de bonnes relations avec José María Aznar, Premier ministre espagnol de 1996 à 2004. De ce fait, et en raison de sa position de principal candidat à la présidence après un coup d'État, il est accusé par la Guinée équatoriale d'être l'instigateur de la tentative d'assassinat de mars 2004 menée par Simon Mann et Nick du Toit, et jugé par contumace. Il disparaît brièvement en 2005, pour réapparaître indemne. Il affirme que deux tueurs à gages l'ont emmené sur un yacht à Dubrovnik, en Croatie, avant de le laisser partir parce qu'il était catholique[réf. nécessaire].

## En Espagne
Le 30 décembre 2005, le gouvernement espagnol lève son asile politique. Moto déclare qu'avant d'être expulsé vers un pays tiers, il retournerait en Guinée équatoriale pour appeler à des élections libres. Il fait appel de la décision et, en mars 2008, la Cour suprême espagnole confirme finalement sa demande d'asile.
Des armes sont trouvées dans une voiture au port de Sagonte le 4 mars 2008,. Elles sont apparemment sur le point d'être envoyés en Guinée équatoriale. Moto est arrêté dans la province de Tolède à la mi-avril 2008, soupçonné d'être impliqué dans cette affaire'.